# Smithville (New Jersey)
Pour les articles homonymes, voir Smithville.
Smithville est un village situé dans le comté de Burlington au New Jersey.
La localité a été fondée initialement sous le nom de Shreveville en 1831, puis rachetée par l'inventeur et homme politique Hezekiah Bradley Smith qui l'a renommé Smithville en 1865.
En 1892, Arthur Hotchkiss dépose un brevet pour une voie ferrée pour bicyclette, construite entre Smithville et Mount Holly.

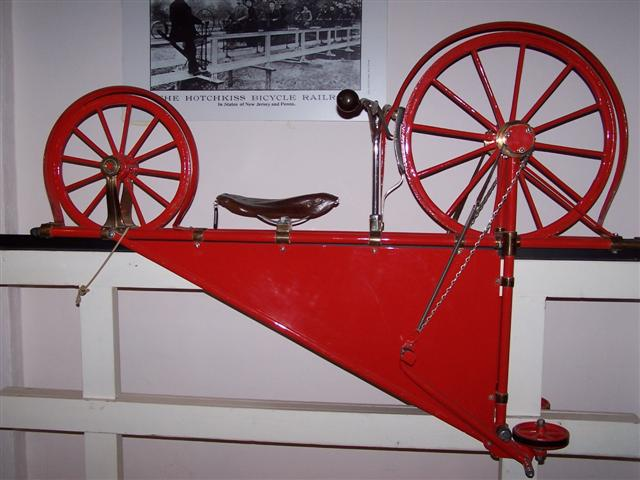
Bicyclette sur rails d'Arthur Hotchkiss au musée Velorama à Nijmegen.

Le bureau de poste a fermé en 1962. En 1975, le comté de Burlington a racheté le terrain et y a créé le premier parc du comté, figurant sur la liste des lieux historiques nationaux en tant que district d'intérêt historique.